# Maxonia
Maxonia es un género monotípico de helechos perteneciente a la familia  Dryopteridaceae. Su única especie: Maxonia apiifolia es originaria de Mesoamérica.

## Descripción
Son hemiepífitas; con rizoma de 1.5-4 cm de ancho, los entrenudos 3-10 cm, escamoso, las escamas anaranjadas, parduscas o doradas, los raíces surgiendo de la superficie ventral, las meristelas arregladas irregularmente, no rodeadas por una vaina oscura esclerenquimática; hojas de hasta 1 m, dimorfas; pecíolo 30-60 cm, esencialmente glabro, sulcado adaxialmente, no articulado al tallo; lámina 3-4-pinnada, anchamente ovada, la base ligeramente reducida, el tejido laminar glabro, subcoriáceo; pinnas pediculadas, agrupadas a imbricadas; pínnulas anádromas a todo lo largo; raquis y costas profundamente sulcados adaxialmente, pelosos, los surcos decurrentes en los ejes del orden próximo inferior, los tricomas de 0.1-0.2 mm, rojizos; segmentos terciarios oblicuamente ascendentes; hojas fértiles solo en el rizoma escandente, sumamente contraídas, los segmentos terciarios obtusos con márgenes revolutos; soros en el ápice de las nervaduras, distintos o confluentes; indusio persistente, pareciendo peltado, pero reniforme-circular, por un seno profundo y angosto; tiene un número de cromosomas de x=41.

## Taxonomía
Maxonia apiifolia fue descrita por (Sw.) C.Chr.  y publicado en Smithsonian Miscellaneous Collections 66(9): 3. 1916.
Sinonimia
- Dennstaedtia apiifolia (Sw.) T. Moore
- Dicksonia apiifolia Sw.	basónimo
- Dryopteris apiifolia (Sw.) Kuntze
- Polystichum apiifolium (Sw.) C. Chr.

var. dualis (Donn. Sm.) C. Chr.
- Nephrodium duale Donn. Sm.